# Johann Christian August Heyse
Johann Christian August Heyse, född den 21 april 1764 i Nordhausen, död den 27 juni 1829 i Magdeburg, var en tysk skolman, far till Karl Wilhelm Ludwig, Theodor Friedrich och Gustav Ferdinand Heyse.  
Heyse, som var direktor för högre flickskolan i Magdeburg, författade flera mycket begagnade grammatiska och lexikaliska arbeten, som Verdeutschungswörterbuch (1804; i senare upplagor kallad "Allgemeine Fremdwörterbuch", 18:e, av Lyon bearbetade upplagan 1903), även i Sverige mycket använd, Deutsche Schulgrammatik (1816; bearbetad av Lyon, 26:e upplagan 1900), som fått tjäna till mönster för svenska språkläror under 1800-talet, och Leitfaden zum Unterricht in der deutschen Sprache (1822; 27:e upplagan utgiven av Lyon 1904).